# Syngrapha norrlandica
Syngrapha norrlandica là một loài bướm đêm trong họ Noctuidae.